# Goonhilly Satellite Earth Station
Goonhilly Satellite Earth Station é um grande local de radiocomunicação localizado em Goonhilly Downs, perto de Helston, na península de Lizard, na Cornualha, Inglaterra. De propriedade da Goonhilly Earth Station Ltd sob um arrendamento de 999 anos da BT Group plc, foi ao mesmo tempo a maior estação terrestre de satélites do mundo, com mais de 30 antenas de comunicação e parabólicas em uso. O site também se conecta a linhas de cabos submarinos.

## História
Seu primeiro prato, Antenna One (apelidado de "Arthur"), foi construído em 1962 para se conectar com Telstar. Foi o primeiro projeto parabólico aberto e tem 25,9 metros (85 pés) de diâmetro e pesa 1 118 toneladas. Após a Estação Terrestre Pleumeur-Bodou (Bretanha), que recebeu as primeiras transmissões de televisão transatlânticas ao vivo dos Estados Unidos através do satélite Telstar às 0H47 GMT de 11 de julho de 1962, Arthur recebeu seu primeiro vídeo no meio do mesmo dia. É agora uma estrutura listada como Grau II e, portanto, protegida.
O site também desempenhou um papel fundamental em eventos de comunicação, como as lutas de Muhammad Ali, os Jogos Olímpicos, o pouso da Apollo 11 na Lua e o concerto Live Aid de 1985.

## Galeria

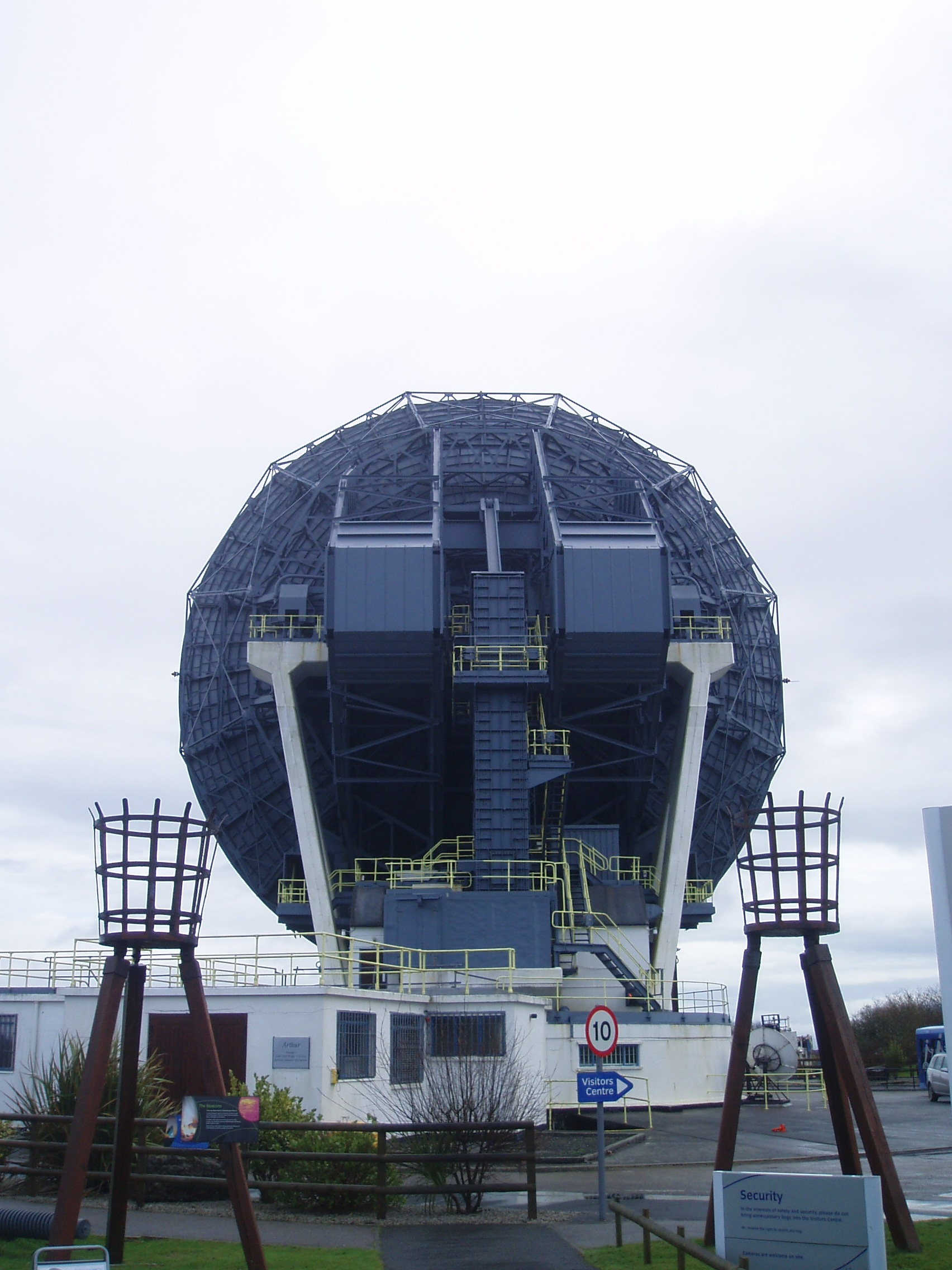
Vista traseira de "Arthur"
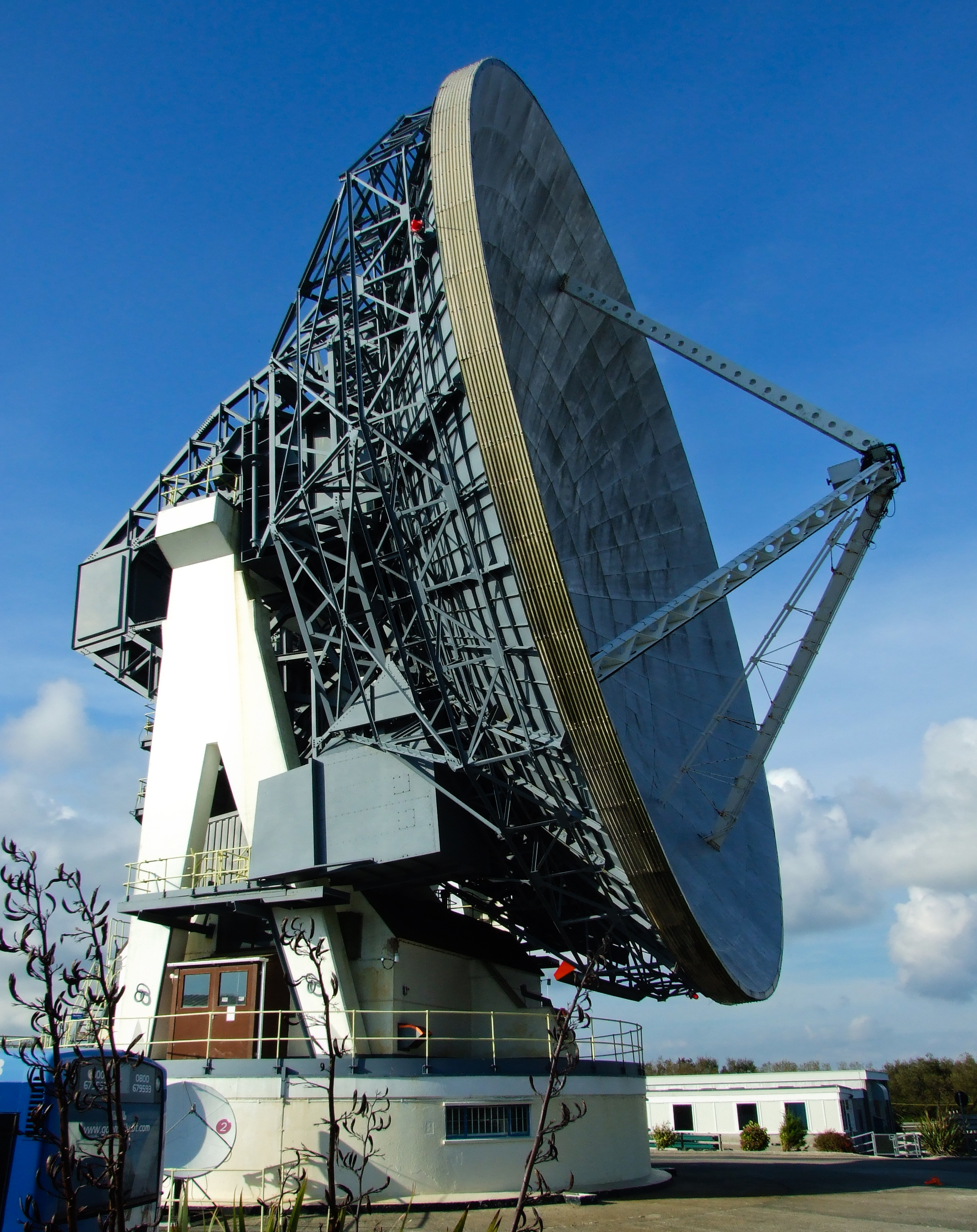
Vista lateral de "Arthur"
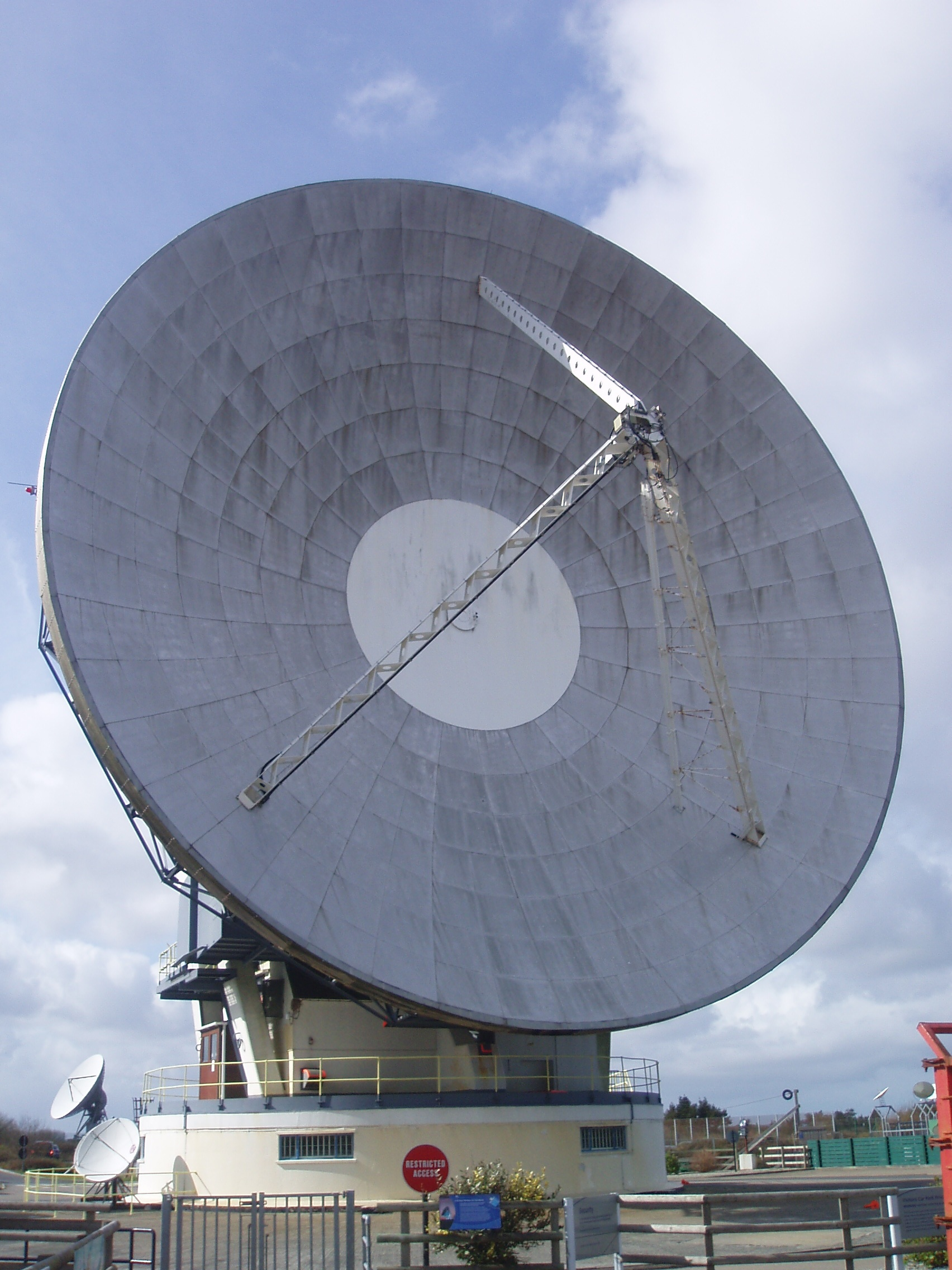
Vista frontal de "Arthur"